# Потейковский сельсовет
Потейковский сельсовет (бел. Паце́йкаўскі сельсавет) — административная единица на территории Копыльского района Минской области Республики Беларусь. Административный центр — агрогородок Потейки.

## История
Образован в 1924 г.

## Состав
Потейковский сельсовет включает 18 населённых пунктов:
- Бобовенка — деревня.
- Дороговица — деревня.
- Душево — деревня.
- Жаулки — деревня.
- Казаковка — деревня.
- Кокоричи — деревня.
- Котельники — деревня.
- Кривое Село — деревня.
- Кудиновичи — деревня.
- Леоново — посёлок.
- Мысли — деревня.
- Новосёлки — деревня.
- Печураны — деревня.
- Пнивода — деревня.
- Потейки — агрогородок.
- Ржавка — деревня.
- Трояново — деревня.
- Чирвоная Горка — посёлок.